# Sportswashing
Sportswashing, enligt nyordslistan 2022 även sporttvätt, används för att beskriva hur enskilda personer, grupper, företag eller regeringar använder idrott för att förbättra ett rykte som är illa tilltygat. Sportswashing kan ske genom att man anordnar idrottsevenemang, köper eller sponsrar idrottslag eller deltar i en idrott.

## Översikt

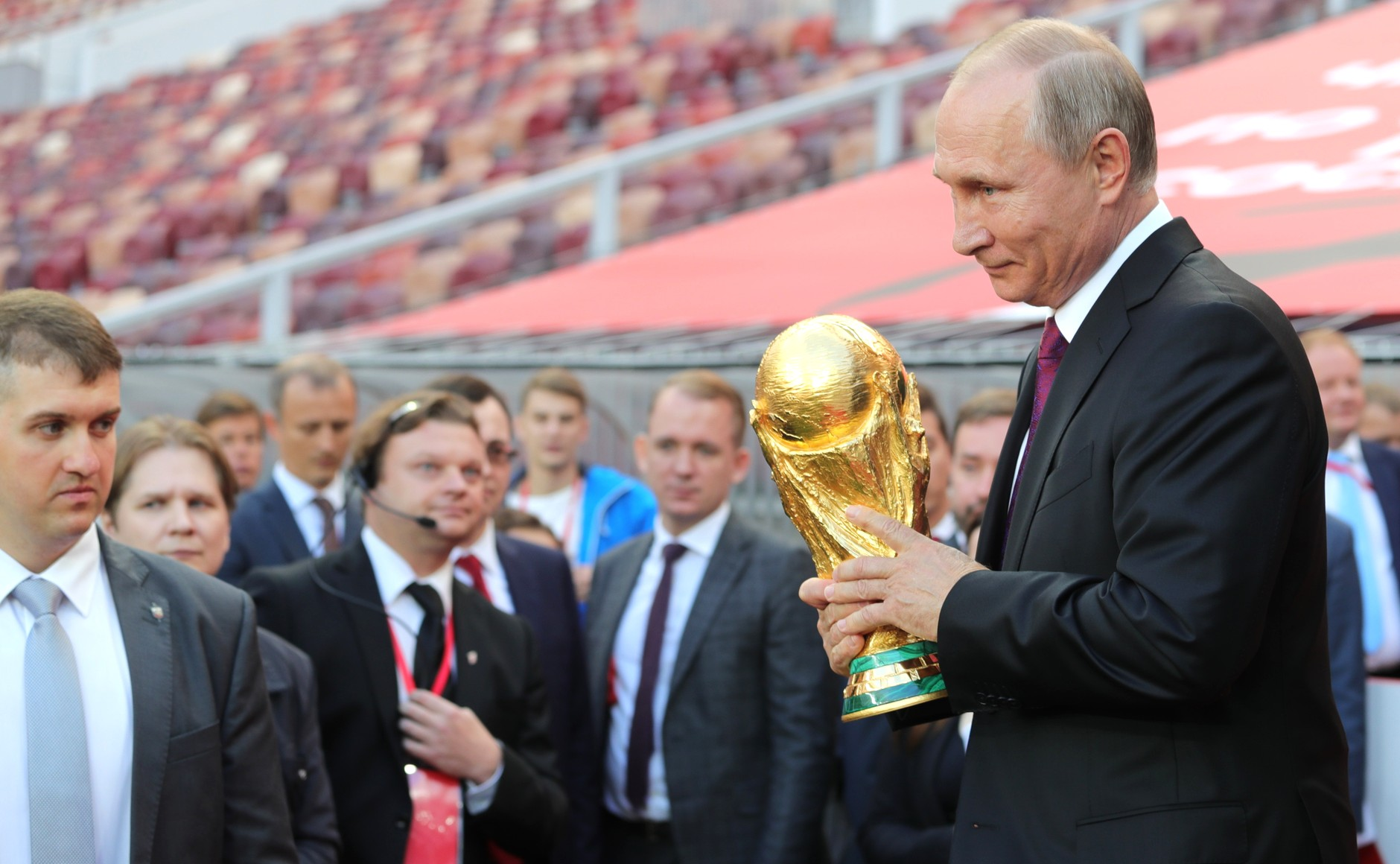
President Vladimir Putin håller VM-pokalen vid en ceremoni före mästerskapet i Moskva den 9 september 2017.

Rysslands värdskap för fotbolls-VM 2018 har nämnts som ett exempel på sportswashing, eftersom landets globala rykte var lågt på grund av landets utrikespolitik. Evenemanget resulterade i ändrat fokus i diskussionerna. Sportswashing anses vara en kostsam form av propaganda. I mars 2021 rapporterade människorättsorganisationen Grant Liberty att Saudiarabien ensamt har spenderat minst 1,5 miljarder dollar på påstådd sportswashing.  VM i Qatar har fått mycket uppmärksamhet, främst på grund av negativa aspekter. Qatar har varit mycket beroende av gästarbetare från andra länder. Kritik har väckts på grund av att gästarbetarna behandlats mycket dåligt och det har varit stora brister när de gäller mänskliga rättigheter. Ungefär 6 500 gästarbetare har dött på grund av att de har fått arbeta under mycket svåra förhållanden. Det har lett till en hel del kritik mot värdlandet och det har också uppmärksammat problemen med att ge sådana evenemang till stater som saknar nödvändiga mänskliga rättigheter. Idrotten väcker en hel del uppmärksamhet, därmed är det också ett bra tillfälle att kunna visa upp sig inför omvärlden i en mer positiv dager än innan. Auktoritära stater använder sig därför av detta för att kunna täcka över de brister de har med till exempel mänskliga rättigheter. Saudiarabiens köp av Newcastle och den nya LIV-touren i golf är ett exempel på hur en auktoritär stat genom köp av stora idrottsevenemang ökar sin makt. Investeringar på miljardbelopp har lagts på olika idrottsevenemang i en medveten strategi för att ge landet en mer positiv bild. Det är en medveten strategi av Saudiarabiens regim och Newcastle ägs indirekt av Saudiarabiens kronprins Mohammed bin Salman.
Kritik har riktats mot FIFA gällande deras mutskandaler som upptäckts i efterhand inför VM i både Qatar och Ryssland. FIFA har inlett repressalier FIFA mot dem som låg bakom dessa mutor. Många kritiker anser att FIFA och många andra idrottsorganisationer inte har gjort tillräckligt för att motverka problemet med sporttvätt. 
Sportswashing har funnits länge. Ett exempel på det är de olympiska spelen i Tyskland år 1936. Med inspiration från Mussolinis VM i fotboll 1934 var det ett enormt evenemang. Hitlers mål var att måla upp en idealbild av Nazityskland. För Nazityskland var det ett enormt propagandaspel där man skulle visa hur nazismen kunde användas till något positivt. Redan då insåg man fördelen med att få anordna ett sådant stort evenemang. 

## Exempel

### Sportswashing genom företagssponsring
- Det statliga ryska oljebolaget Gazproms sponsring av det tyska fotbollslaget Schalke 04.
- Det ryska holdingbolaget USM Holdings Limited sponsrar Everton FC. Företaget ägs av affärsmannen Alisjer Usmanov, som är känd för att vara en Kremlvänlig affärsman.

#### Fotbollslag sponsrade av Qatar Airways
- FC Barcelona
- AS Roma
- Boca Juniors
- Paris Saint-Germain
- FC Bayern München

#### Övriga exempel
- Venezuelas regering via det statsägda oljebolaget PDVSA:s sponsring av formel 1-föraren Pastor Maldonado som tävlade för Williams Grand Prix Engineering 2011–2013 och Lotus F1 2014–2015. PDVSA-logotypen fanns med på båda teamens bildekaler under dessa perioder.
- Det statliga kinesiska TV-bolaget CCTV sponsrade Jordan Grand Prix Formula One-teamet 2003.
- Bahrains statligt ägda flygbolag Gulf Air sponsrar Chelsea F.C. och Queens Park Rangers F.C.
- Saudiarabiens statsägda oljebolag Aramco sponsrar Aston Martin Formula 1 teamet och sponsrar Formel 1-tävlingar i sin helhet.
- Saudiarabiens flygbolag Saudia sponsrade Formel 1-laget Williams Grand Prix Engineering 1977–1984.
- Det ryska flygbolaget Aeroflot sponsrar Manchester United.
- Rwandas turistmyndighet sponsrar Arsenal.
- Azerbajdzjans turistmyndighet sponsrar Atlético Madrid.
- Saudiarabiens offentliga investeringsfond Neom sponsrar McLaren Formula E och Extreme E racingteam.
- Oljebolaget Shells stora partnerskap med British Cycling 2022.
- Det Hongkongbaserade försäkringsbolaget AIA Group sponsrar den engelska fotbollsklubben Tottenham Hotspur F.C. AIA Group stödde Hongkongs nationella säkerhetslag 2020, vilket fördömdes av brittiska politiker som krävde att laget skulle avstå från sponsringen.

### Fotbollsturneringar

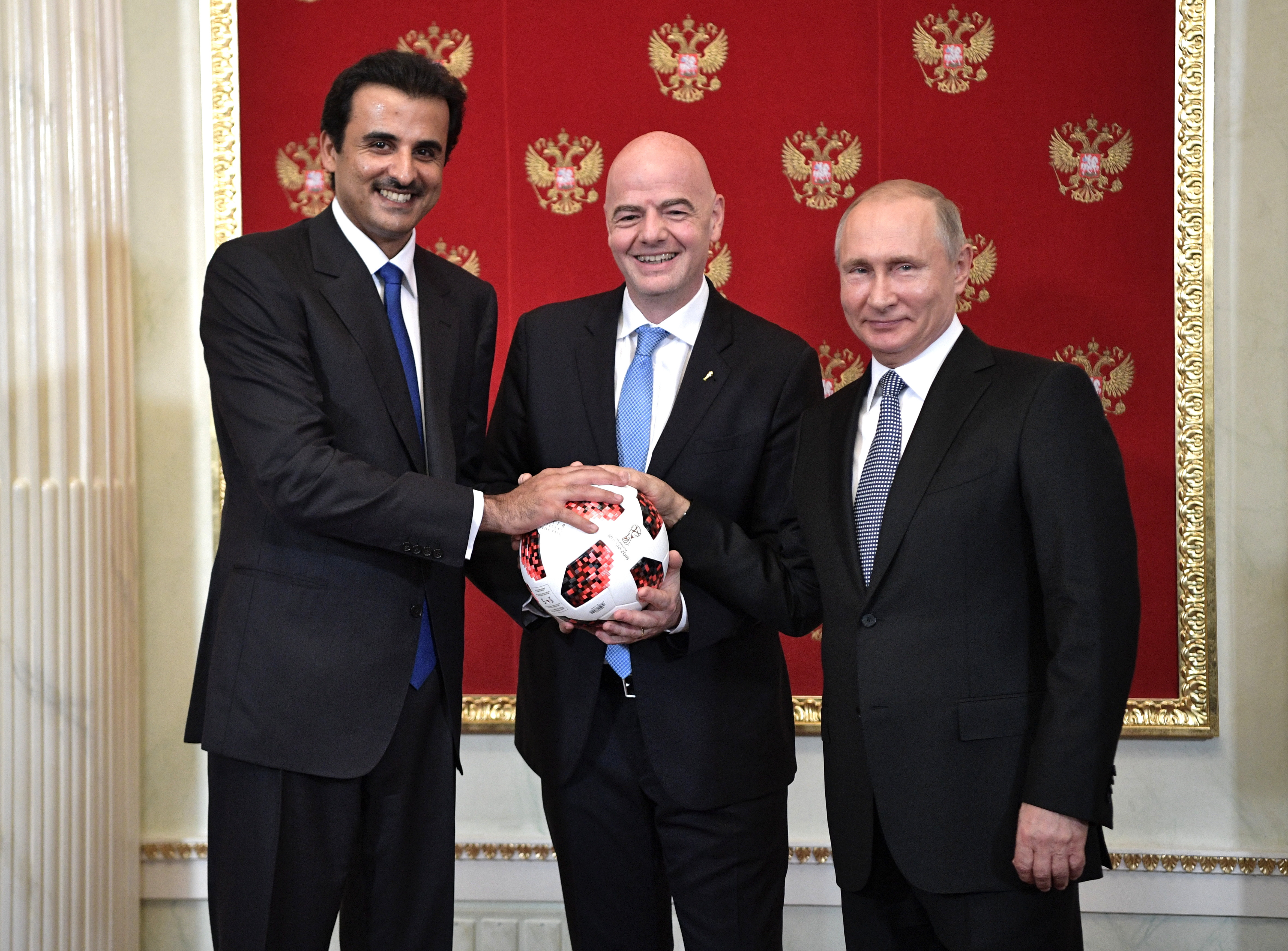
Ryssland överlämnar stafettpinnen för värdskapet för Fotbolls-VM 2022 till Qatar i juni 2018.

- 1934: Världsmästerskapet i fotboll som hölls under Benito Mussolinis styre i Italien.
- 1964: Europacupen i Spanien under Francisco Francos diktatur.
- 1972: AFC Asian Cup 1972 som hölls i Thailand under militärdiktatur.
- 1978: Världsmästerskapet i fotboll som hölls i Argentina under militärdiktatur.
- 1988: Asiatiska fotbollsmästerskap i fotboll som hölls i Qatar.
- 1989: Världsmästerskapet i fotboll för ungdomar hölls i Saudiarabien.
- 1991: Världsmästerskapet i fotboll för damer i Kina.
- 2002: Supercoppa Italiana mellan Juventus och Parma som hölls i Libyen under Muammar Gaddafis regim.
- 2014: Världsmästerskapet i fotboll som spelades i Brasilien.
- 2018: Världsmästerskapet i fotboll som hölls i Ryssland.
- 2018: Supercoppa Italiana 2018 mellan Juventus och AC Milan hölls i Jeddah, Saudiarabien.
- 2018: Supercoppa Italiana 2019 mellan Juventus och S.S. Lazio hölls i Riyadh, Saudiarabien.
- 2019: Finalen i UEFA Europa League mellan Chelsea och Arsenal spelades i Azerbajdzjan.
- 2019: Världsmästerskapet i fotboll för klubblag hölls i Qatar.
- 2020: Europamästerskapet i fotboll 2020 arrangerades i olika länder, inklusive länder med dålig situation för mänskliga rättigheter: Grupp F och åttondelsfinal i Budapest, Ungern. Grupp A och kvartsfinal i Baku, Azerbajdzjan. Grupp B, grupp E och kvartsfinalerna i Sankt Petersburg, Ryssland.
- 2021:  Diego Maradona-hyllningsmatch mellan FC Barcelona och Boca Juniors, kallad "Maradona Cup", spelades i Saudiarabien.
- 2021: Trophée des Champions mellan Lille och Paris Saint-Germain i Israel.
- 2022: Världsmästerskapet i fotboll i Qatar.

### Golf
- PGA Tour China har arrangerats sedan 2014.
- Saudi International hålls sedan 2019.
- Aramco Team Series hålls sedan 2020.
- Aramco Saudi Ladies International hålls sedan 2020.
- LIV Golf Invitational Series finansieras av Saudiarabiens regering och planeras starta 2022.[uppföljning saknas]

### Formel 1
- 1953-1981: Argentina Grand Prix
- 1958-1960: Portugals Grand Prix
- 1986-idag: Ungerns Grand Prix
- 2004-idag: Bahrains Grand Prix
- 2004-idag: Kinas Grand Prix
- 2020-2021: Turkiets Grand Prix
- 2009-idag: Abu Dhabis Grand Prix
- 2014-2021: Rysslands Grand Prix
- 2017-idag: Azerbajdzjans Grand Prix
- 2021-idag: Qatar Grand Prix
- 2021-idag: Saudiarabiens Grand Prix

### Olympiska spelen
- 1936: Olympiska sommarspelen i Berlin i Nazityskland.
- 1936: Olympiska vinterspelen i Garmisch-Partenkirchen, Nazityskland.
- 1968: Olympiska sommarspelen i Mexico City, Mexiko.
- 1980: Olympiska sommarspelen som hölls i Moskva, Sovjetunionen.
- 1984: Olympiska vinterspelen i Sarajevo, Jugoslavien.
- 1988: Olympiska sommarspelen som hölls i det militärstyrda Seoul, Sydkorea.
- 2008: Olympiska sommarspelen som hölls i Peking, Kina.
- 2014: Olympiska vinterspelen i Ryssland.
- 2016: Olympiska sommarspelen i Brasilien.
- 2022: Olympiska vinterspelen i Kina.

### Cykel[11]
Inom cykelsporten finns lag med professionella cyklister. Dessa lag byter namn allt efter de sposorer som bekostar verksamheten säsong för säsong.
Statssponsrade UCI WorldTeams 2023
- UAE Team Emirates
- Team Bahrain Victorious
- Astana Qazaqstan Team
- Israel-Premier Tech

UCI World Tour 2023
- UAE Tour
- Tour of Guangxi